# Забок
Забо́к (хорв. Zabok) — місто і муніципалітет на північному заході Хорватії в Крапинсько-Загорській жупанії. Місто стоїть на річці Крапині, залізнична станція. Площа міста — 34 км².
Місто розташоване на головному перехресті у центрі Хорватського Загір'я. Забок є економічним осередком Крапинсько-Загорської жупанії.

## Назва
Слово zabok означає «за боком», тобто за вигином річки. Вперше назва «Забок» трапляється у датованому 1335 роком тексті, згідно з яким король Угорщини Карл I подарував це місто Петару, синові Нузліна. Відтак родина Нузліна додала до свого імені словосполучення «de Zabok», і до XV століття її члени звались «Zaboky de Zabok».

## Історія

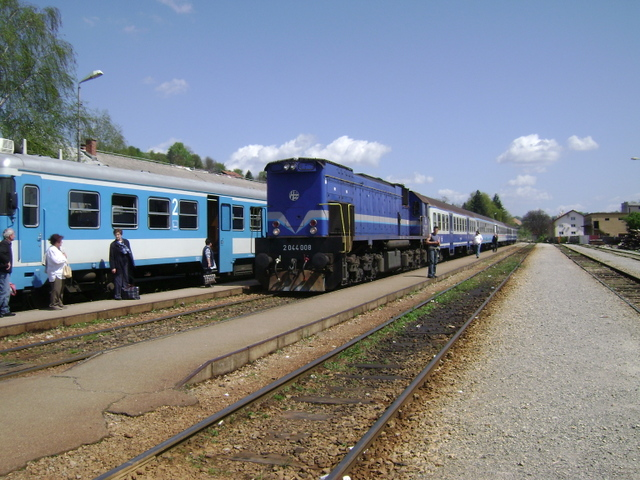
Залізнична станція у Забоку

У 1782 році Сигізмунд Войкович-Войкффі почав будівництво церкви св. Єлени в Забоку й закінчив його в 1805 році. 
З ліквідацією феодалізму колишнім кріпакам давали можливість вибрати своє місце проживання, і багато місцевих жителів селилося вздовж шляху, що з'єднує Гредіце і Брачак з осередком, який почав формуватися навколо церкви. Згодом тут постав новий міський центр. 
Забок досяг своїх теперішніх форм і розмірів уже після Другої світової війни, коли поселення витягнулось уздовж північної сторони місцевої залізниці.

## Населення
Населення громади за даними перепису 2011 року становило 8 994 осіб, причому його 98% становлять хорвати. Населення самого поселення становило 2 714 осіб.
Динаміка чисельності населення громади:
Динаміка чисельності населення центру громади:

## Населені пункти
Крім поселення Забок, до громади також входять:
- Брачак
- Бреги-Забоцькі
- Дубрава-Забоцька
- Грабровець
- Грденці
- Губашево
- Хум-Забоцький
- Якушевець-Забоцький
- Луг-Забоцький
- Мартинище
- Павловець-Забоцький
- Просеник-Губашевський
- Просеник-Зачрецький
- Реповець
- Шпичковина
- Тисанич-Ярек

## Клімат
Середня річна температура становить 10,18°C, середня максимальна – 24,45°C, а середня мінімальна – -6,52°C. Середня річна кількість опадів – 940,00 мм.
| Клімат поселення                              | Клімат поселення | Клімат поселення | Клімат поселення | Клімат поселення | Клімат поселення | Клімат поселення | Клімат поселення | Клімат поселення | Клімат поселення | Клімат поселення | Клімат поселення | Клімат поселення | Клімат поселення |
| Показник                                      | Січ.             | Лют.             | Бер.             | Квіт.            | Трав.            | Черв.            | Лип.             | Серп.            | Вер.             | Жовт.            | Лист.            | Груд.            |                  |
| Середній максимум, °C                         | 5,76             | 7,88             | 12,22            | 16,59            | 21,40            | 24,45            | 23,56            | 22,98            | 19,02            | 13,96            | 8,36             | 4,40             |                  |
| Середня температура, °C                       | −0,4             | 1,75             | 6,08             | 10,46            | 15,26            | 18,32            | 19,95            | 19,34            | 15,43            | 10,35            | 4,76             | 0,78             |                  |
| Середній мінімум, °C                          | −6,52            | −4,39            | −0,06            | 4,32             | 9,12             | 12,18            | 16,34            | 15,75            | 11,83            | 6,74             | 1,15             | −2,82            |                  |
| Норма опадів, мм                              | 49               | 49               | 63               | 70               | 80               | 107              | 89               | 94               | 91               | 91               | 91               | 66               |                  |
| Середньомісячна швидкість вітру, м/с          | 1.73             | 1.92             | 2.31             | 2.27             | 2.10             | 1.90             | 1.87             | 1.70             | 1.68             | 1.71             | 1.80             | 1.80             |                  |
| Середньомісячна сонячна радіація, кДж/м²·день | 4074             | 6830             | 10475            | 14822            | 18972            | 20757            | 21594            | 18725            | 13888            | 8658             | 4519             | 3250             |                  |
| --------------------------------------------- | ---------------- | ---------------- | ---------------- | ---------------- | ---------------- | ---------------- | ---------------- | ---------------- | ---------------- | ---------------- | ---------------- | ---------------- | ---------------- |
| Джерело:                                      |                  |                  |                  |                  |                  |                  |                  |                  |                  |                  |                  |                  |                  |

## Освіта і культура
У Забоку діє заочне відділення Загребського університету.
Культурно-просвітницькі заклади міста:
- публічна бібліотека імені Ксавера Шандора Г'яльського;
- радіо «Забок»
- хор «Г'яльський» ("Gjalski");
- міський духовий оркестр «Забок»;
- Забоцьке культурно-мистецьке товариство;
- щорічні «Дні Ксавера Шандора Г'яльського»;
- асоціація «Мраз» (Mraz).

## Відомі особистості
В поселенні народилась:
- Влатка Оршаніч (* 1958) — хорватська оперна співачка.

## Пам'ятки
- церква св. Єлени (Crkva Sv. Jelene, 1805);
- садиба Г'яльського;
- садиба Брачак (Bračak);
- каплиця св. Антуна (Kapela sv. Antuna).